# Gli ultimi dieci giorni tra il bene e il male
Gli ultimi dieci giorni tra il bene e il male (Meraklı Adamın 10 Günü)  è un film del 2024 diretto da Uluç Bayraktar, tratto dall'omonimo romanzo di Mehmet Eroglu e ultimo film di una trilogia e sequel dei film Dieci giorni tra il bene e il male e Altri dieci giorni tra il bene e il male.

## Trama
L'investigatore Sadik in questo terzo capitolo si ritrova a indagare su uno scrittore disilluso che è coinvolto in una mortale catena di eventi e allo stesso tempo è sulle tracce di una ragazza scomparsa a Istanbul.

## Distribuzione
Il film è stato distribuito sulla piattaforma Netflix il 7 novembre 2024.